# Sistema de Mallas Globales y Discretas
El DGGS (Discrete Global Grid System) o Sistema de Mallas Globales y Discretas es un estándar desarrollado por el OGC cuyo objetivo es mejorar la manera en la que se georreferencia datos geográficos sin tener que manejar sistemas de coordenadas proyectadas. La norma tesela la Tierra en una secuencia jerarquizada y piramidal de hexágonos de igual superficie que cubren toda la superficie esférica con una resolución creciente.

## Características
Este sistema redefine la clásica malla de referencia para cumplir mejor con la geometría esférica del planeta. Sustituye la cuadrícula tradicional, formada por una matriz de rectángulos, por un sistema discreto de rejillas con forma de hexágonos a modo de malla y con una resolución cada vez más precisa a medida que aumentamos la escala.
El método que subyace dentro de este nuevo sistema intenta minimizar las alteraciones en la forma de la cuadrícula que se producen según la escala, constituyéndose como un nuevo paradigma en la georreferenciación al margen los clásicos Sistemas de Referencia por Coordenadas.
Las Mallas Globales y Discretas se utilizan como base geométrica para la creación de estructuras de datos geoespaciales. Cada combinación de región/punto en la cuadrícula se denomina "celda" y, dependiendo de la aplicación, los objetos de datos o valores pueden estar asociados con las propias celdas o bien con las regiones de celdas. Se han propuesto el DGG para su uso en una amplia gama de aplicaciones geoespaciales, incluyendo representación de vectores y rasterización, fusión de datos y bases de datos espaciales.

La ventaja del Sistemas de Mallas Globales y Discretas es que permite fácilmente definir un procedimiento de identificadores únicos para cada celda y que se encuentra asociado a un conjunto de algoritmos que facilitan el análisis espacial eficiente de un enorme número de celdas, estando especialmente dispuestos para ser paralelizados.

## Historia
Las cuadrículas globales discretas con regiones de celdas definidas por paralelos y meridianos de latitud/longitud se han utilizado desde los primeros días de la computación geoespacial. Las primeras referencias publicadas a sistemas DGGS geodésicos son sistemas desarrollados para el modelado atmosférico y publicados en 1968. Estos sistemas tienen regiones de celdas hexagonales creadas en la superficie de un icosaedro esférico.

Mientras que desarrollos específicos de estas rejillas han estado en uso durante décadas, los términos Discrete Global Grids y Discrete Global Grid Systems fueron acuñados por investigadores de la Universidad Estatal de Oregón en 1997 para describir el conjunto de todos estos tipos de entidades.